# Sang Chun Lee
Sang Chun Lee (kor. 이상천 Lee Sang-chun) (* 15. Januar 1954 in Südkorea; † 19. Oktober 2004 ebenda) war einer der weltbesten Billardspieler im Dreiband/Karambolage.

## Leben

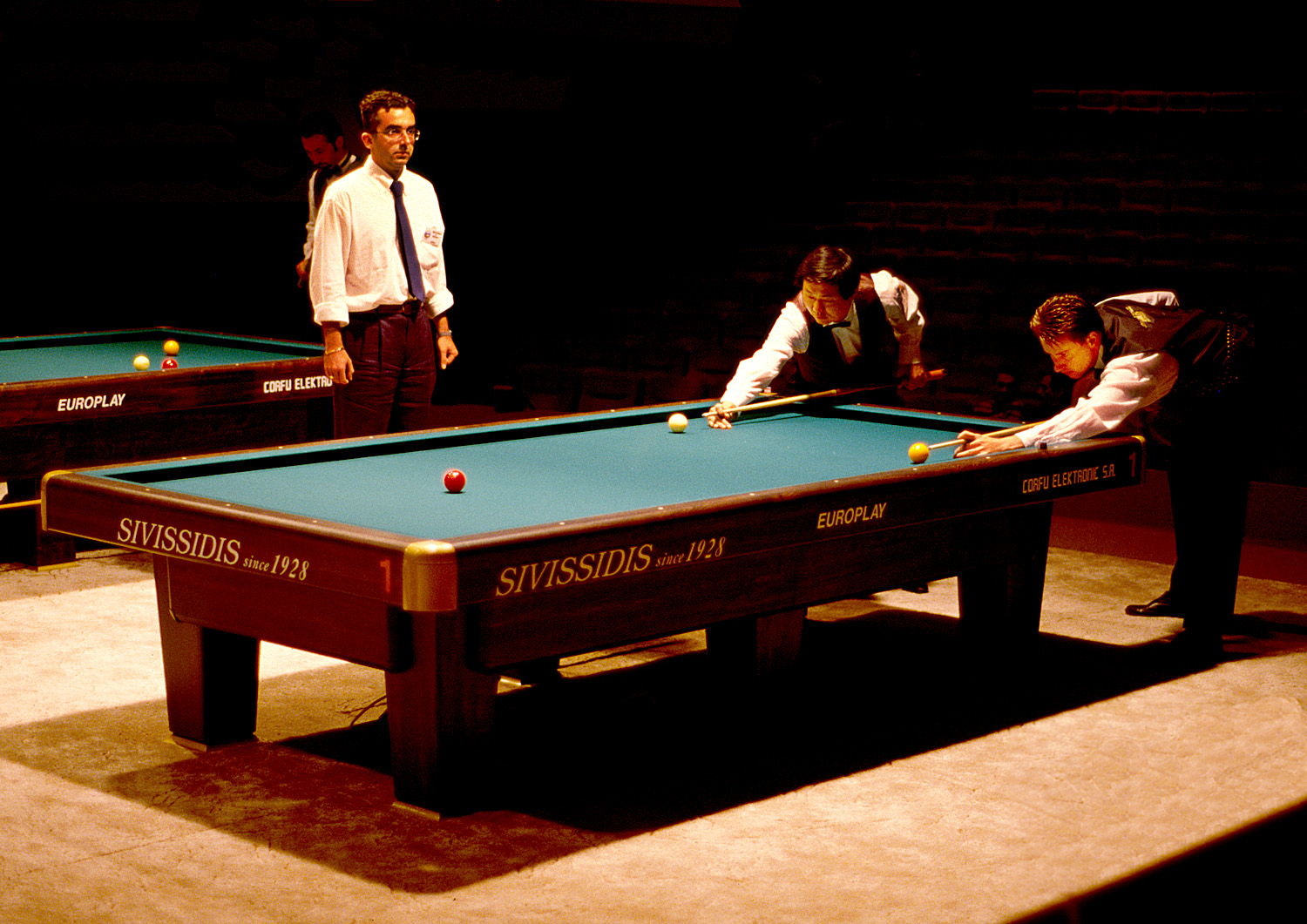
Lee und Christian Rudolph beim Ausspielen des Anstoßes im Achtelfinale des Dreiband-Weltcup 1998/5 in Korfu.

Er begann seine Karriere in Korea bereits in jungen Jahren und wurde 1978 zum ersten Mal koreanischer Meister im Dreiband. Bis 1986 blieb er unangefochten die Nummer 1 in Korea und er gewann den koreanischen Titel 10-mal in Folge. Während dieser Zeit begann er bereits nicht nur als Spieler, sondern als Inhaber von Billard-Hallen den Dreiband-Sport in Korea populär zu machen. Seine Stellung als Spitzenspieler in Korea war unumstritten, aber international blieb er unbekannt. 1987 entschloss er sich in die USA auszuwandern und dort seinen Traum zu verwirklichen: “making billiards beautiful in America!”
1989 lernte er seine Frau kennen, heiratete sie und bekam eine Tochter (Olivia). Mit Hilfe seiner Familie und Freunden gründete er seinen ersten Billard-Saal (Sang Lee Billiards) in Queens. 1990 erhielt er seine Spielberechtigung für nationale und internationale Meisterschaften und gewann sofort den US-amerikanischen Dreiband-Titel, den er in den folgenden 11 Jahren verteidigen konnte. Er wurde 1994 Dreiband-Weltmeister der Saison 2003 (das Abschlussturnier fand bereits 2004 statt). Er nutzte seine steigende Popularität und seine Turniergewinne, um weiter an seinem Traum zu arbeiten, und initiierte mehrere Turnierserien (Sang Lee International Tournaments). Er verbrachte oft mehr Zeit mit der Organisation von Turnieren und der Förderung des Sports als mit seinem eigenen Spiel. Trotzdem blieb er einer der weltbesten Dreiband-Spieler und verpasste den WM-Titel 1999 nur hauchdünn. Im Jahr 2000 eröffnete er zusammen mit seinem Freund Michael Kang das Carom-Café Billiards in New York, das mit ca. 2.700 m² eine der größten reinen Karambolage Billard-Hallen der Welt ist. Auch hier verbrachte er seine Zeit mit der Organisation von nationalen und internationalen Turnieren.
2003 kehrte er in seine Heimat Korea zurück und nutzte seine Popularität, um seinem Sport in seiner Heimat neue Impulse zu geben. Er organisierte Turniere, gründete eine Spielervereinigung und gewann Sponsoren, um junge Spieler besser fördern zu können. 2004 wurde er zum Präsidenten des Koreanischen Billardverbands gewählt und konnte so den Sport auch politisch weiter fördern.
Zu dieser Zeit wurde Magenkrebs bei ihm festgestellt, an dem er dann im Oktober 2004 verstarb.
Sang Lee galt aufgrund seiner Erfahrungen im koreanischen Dreiband, bei dem in den 1980er Jahren ein Dreiband, der als Vorband gespielt wurde, 2 Punkte einbrachte, als wohl bester Vorband-Spieler der Welt. Die New York Times bezeichnete Lee als den „Michael Jordan des Billards“.

## Ehrungen/Gedenkturnier
- Seit 2005 werden die Sang Lee International Open zu seinem Gedenken ausgetragen.
- Für seine Verdienste um den Dreiband-Sport in den USA und Korea wurde er 2007 in die Hall of Fame des Billiard Congress of America aufgenommen.[1]

## Erfolge
- BWA Dreiband-Weltcup:
  - Jahresgesamtsieger:  1993
  - Einzel-Weltcup:
    -  1991/1, 1992/2, 1993/2, 1994/1, 1999/2
    -  1991/1, 1992/6, 1996/6, 1999/4
    -  1993/1, 1994/4, 1995/6, 1998/1, 1999/1, 1999/5
- Dreiband-Panamerikameisterschaften:  1993
- 10× koreanischer Dreiband-Meister in Folge (1978–1987)
- US-amerikanische Dreiband-Meisterschaft:  1990–2001  2002

### Unbestätigte Rekorde
- Höchste Serie: 28 (Nähere Angaben fehlen, nicht offiziell von der UMB genannt! →Liste der Rekorde im Dreiband)
- Best Game/ED: 12,500, (40 Punkte in 4 Aufnahmen)

Quellen: